# РАВР «Траса»
Траса-1 — твердотільний рухомий автономний вторинний радіолокатор (РАВР) з фазованою антенною решіткою (ФАР), призначений для роботи в системі радіолокаційного розпізнавання НАТО Mk XA (Mk XII) і міжнародній системі УВС RBS. 

## Історія створення
Радіолокатор був розроблений на базі науково-виробничого комплексу «Іскра» в м. Запоріжжя. Новини про те, що підприємство «Іскра» розробило новий рухомий автономний радіолокатор «Траса-1» з'явилися восени 2013 року. Цей ПАВР став черговим досягненням запорізьких конструкторів. Радіолокатор «Траса-1» призначений, в першу чергу, для виконання завдань з видачі радіолокаційної інформації частинам і підрозділам радіотехнічних військ ППО, ВПС і ЗРВ, в тому числі і службам УВС.

## Опис
Головними особливостями радіолокатора «Траса-1», по-перше, є те, що антенна система складається з ФАР діапазону RBS; по-друге, цей радіолокатор оснащений твердотілим модульним передавачем; по-третє, обчислювальні засоби первинної і вторинної обробки інформації сконструйовані на основі сигнальних процесорів і промислових ПЕОМ. Варто зазначити, що даний автономний вторинний радіолокатор оснащений високоефективною автоматичною системою контролю і діагностики вироби з індикацією несправностей кожного ТЕЗа. У разі сполучення з радіолокаційними станціями 19Ж6М, а також 36Д6М ототожнення відміток впізнання і відміток виявлення відбувається за допомогою спеціальних програмних засобів.
РАВР «Траса-1» застостовується для таких задач:
- Автоматичне виявлення об'єкту;
- Визначення координат цілі;
- Супровід і опізнавання цілі.

Рухомий автономний вторинний радіолокатор «Траса-1» транспортується за допомогою автомобіля, поїзда, а також повітряним і водним транспортом. Основним транспортним засобом є один тягач типу КрАЗ-6322. Швидкість пересування по шосе може досягати 60 км / год, а по ґрунтових дорогах пересування здійснюється зі швидкістю 30 км / год. Згортання та розгортання павр «Траса-1» відбувається без додаткових підйомних механізмів.

## Основні особливості
- Антенна система, що складається з ФАР діапазону RBS
- Твердотільний модульний передавач;
- Високопродуктивні обчислювальні засоби первинної і вторинної обробки інформації на базі сигнальних процесорів і промислових ПЕОМ;
- Високоефективна автоматична система контролю і діагностики вироби з індикацією несправностей кожного ТЕЗа;
- При сполученні з модернізованими РЛС 19Ж6М і 36Д6М ототожнення відміток впізнання і відміток виявлення здійснюється програмними засобами.

## Технічні Характеристики
| Параметри                                               | Параметри         |
| ------------------------------------------------------- | ----------------- |
| Максимальна зона огляду по дальності                    | 360 км            |
| Зона огляду по азимуту                                  | 360 граддусів     |
| Зона огляду по висоті                                   | 25 км             |
| Кількість одночасно супроводжуваних повітряних об'єктів | Не менше 250      |
| Інформація, яка видається                               | трасова           |
| Діапазон                                                | дециметровий      |
| Час розгортання                                         | 30 хв.            |
| Час відновлення                                         | 30 хв.            |
| Час включення                                           | 3 хв.             |
| Температура оточуючого повітря                          | від −40 до +50 °C |